# أنطونيو هيدالغو
انطونيو هيدالغو (بالإسبانية: Antonio Hidalgo Morilla) (8 فبراير 1979 ببرشلونة في إسبانيا - ) هو لاعب كرة قدم إسباني في مركز الوسط. شارك مع منتخب إسبانيا تحت 17 سنة لكرة القدم ومنتخب إسبانيا تحت 18 سنة لكرة القدم. أما مع النوادي، فقد لعب مع أوساسونا وريال سرقسطة ونادي ألباسيتي ونادي برشلونة ب ونادي برشلونة ج ونادي برشلونة ونادي تينيريفي ونادي ساباديل ونادي مالقا ونادي كورنيا.

## روابط خارجية
- أنطونيو هيدالغو على موقع قاعدة بيانات كرة القدم.إي يو (الإنجليزية)
- أنطونيو هيدالغو على موقع Soccerway.com (الإنجليزية)
- أنطونيو هيدالغو على موقع AS.com (الإسبانية)